# Рошовени (Валча)
Рошовени (рум. Roșoveni) насеље је у Румунији у округу Валча у општини Малдарешти. Oпштина се налази на надморској висини од 586 m.

## Становништво
Према подацима из 2002. године у насељу је живело 2 становника.